# Liorhyssus
Genre
Liorhyssus est un genre d'insectes du sous-ordre des hétéroptères (punaises), de la famille des Rhopalidae, de la sous-famille des Rhopalinae, et de la tribu des Rhopalini.

## Systématique
Le genre Liorhyssus a été décrit par l'entomologiste suédois Carl Stål en 1870.  
L'espèce type pour le genre est Lygaeus hyalinus Fabricius

### Synonyme
- Colobatus Mulsant & Rey, 1870 [2]

### Taxinomie
Liste des espèces
- Liorhyssus eckerleini Göllner-Scheiding, 1976
- Liorhyssus flavomaculatus (Signoret, 1859)
- Liorhyssus hessei Göllner-Scheiding, 1976
- Liorhyssus hyalinus (Fabricius, 1794)
- Liorhyssus kaltenbachi Göllner-Scheiding, 1976
- Liorhyssus lineatoventris (Spinola, 1852)
- Liorhyssus natalensis (Stål, 1855)
- Liorhyssus pararubricosus Göllner-Scheiding, 1984
- Liorhyssus rubicundus (Signoret, 1859)
- Liorhyssus rubricosus (Bolivar, 1879)
- Liorhyssus slateri Göllner-Scheiding, 1976